# Łączki Jagiellońskie
Łączki Jagiellońskie (do 1 sierpnia 1916 Łączki) – wieś w Polsce położona w województwie podkarpackim, w powiecie krośnieńskim, w gminie Wojaszówka.
W czasach średniowiecza istniał tu zamek obronny, który został zniszczony 16 marca 1657 przez wojska węgierskie Jerzego Rakoczego. W 1625 hrabia Joachim Tarnowski nabył Łączki.
W latach 1975–1998 miejscowość administracyjnie należała do województwa krośnieńskiego.
Miejscowość jest siedzibą parafii Św. Andrzeja Apostoła i Narodzenia NMP, należącej do dekanatu Frysztak, diecezji rzeszowskiej.

## Części wsi

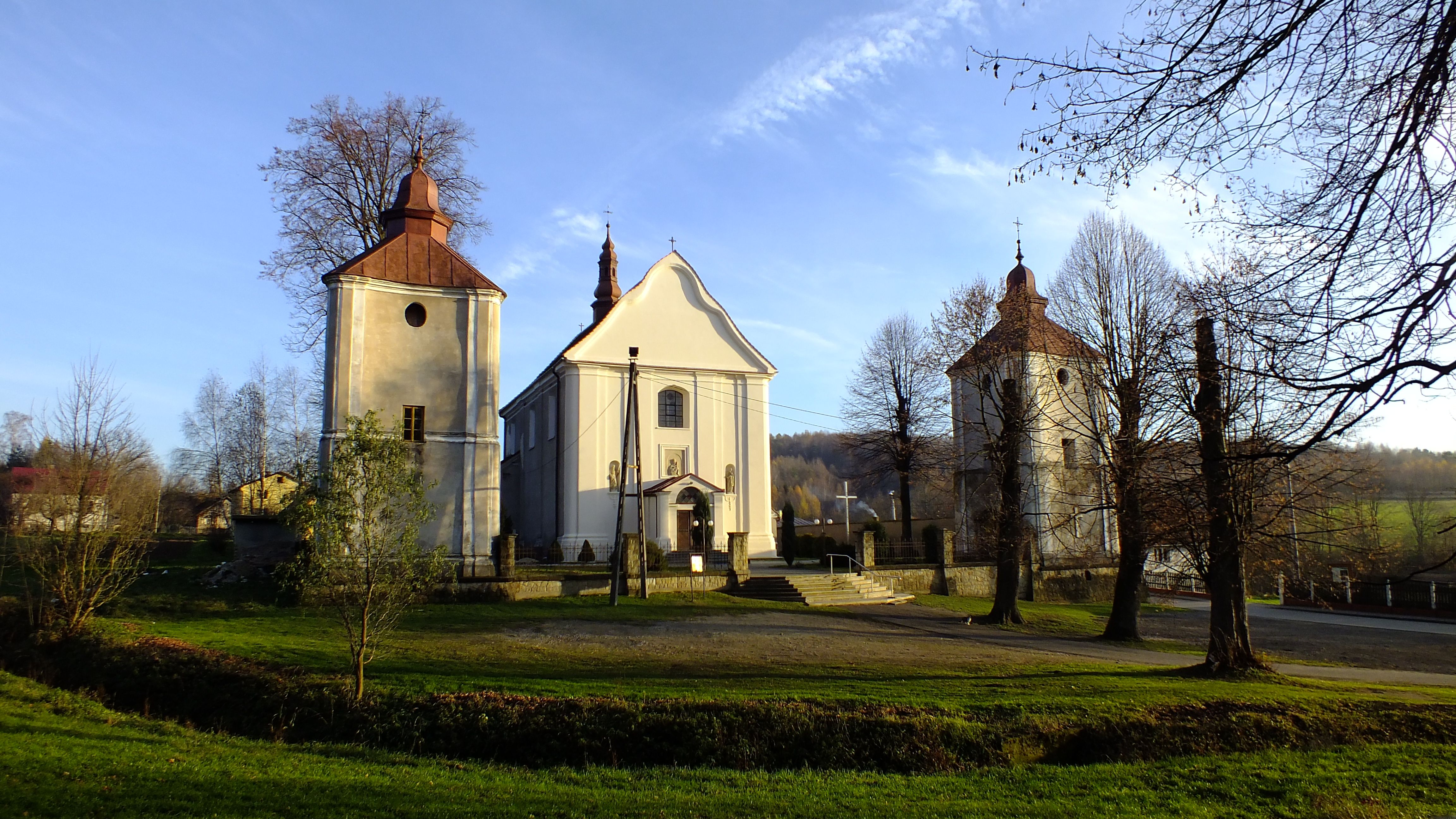
Kościół z 1750 r. w Łączkach Jagiellońskich

| SIMC    | Nazwa    | Rodzaj    |
| ------- | -------- | --------- |
| 0361985 | Dół      | część wsi |
| 0361991 | Góra     | część wsi |
| 0362000 | Morgi    | część wsi |
| 0362016 | Zagumnie | część wsi |

## Kościół pw. Narodzenia Najświętszej Panny Marii i Andrzeja Apostoła
W latach 1748–1750 wzniesiono, wykorzystując kamienie ze starego zamku Władysława Jagiełły, murowaną świątynię o charakterze późnobarokowym, która zastąpiła wcześniejszą – drewnianą. W ołtarzu głównym obraz z końca XVII wieku, malowany na desce, przedstawiający Matkę Boską z Dzieciątkiem obleczoną w płaskorzeźbione sukna. Wykonał go techniką olejną na desce (145 x 75 cm) nieznany artysta. Dzieło początkowo znajdowało się w kościele w Łękach Strzyżowskich. W cudowny sposób przeszedł do Łączek po tym, jak leśniczy z dworu w Łękach zamordował kapłana idącego z Najświętszym Sakramentem do chorego. Od tego czasu do tutejszego kościoła zaczęły przybywać pielgrzymki z okolicznych parafii, i z terenu Słowacji, Czech i Węgier. Wierni opiece i wstawiennictwu Matki Bożej przypisują m.in. ocalenie mieszkańców parafii i świątyni podczas II wojny światowej.